# Norman Rufus Colin Cohn
Norman Rufus Colin Cohn (Londres, 12 de gener de 1915 − Cambridge, 31 de juliol de 2007) va ser un acadèmic britànic, historiador i escriptor que va passar catorze anys com a professor associat en la Universitat de Sussex.

## Vida
Nascut a Londres, en el si d'una família mixta Jueva-Catòlica, Cohn es va educar en la Gresham's School i en la Christ Church, d'Oxford.
En la Christ Church va ser un estudiant i investigador entre 1933 i 1939, graduant-se en Llengües Modernes en 1936. Va servir sis anys en l'Exèrcit Britànic, sent enviat al Regiment Reial de la Reina en 1939 i sent transferit al Cos d'Intel·ligència en 1944, on el seu coneixement de llengües modernes va ser d'utilitat. En 1941 es va casar amb Vera Broido, amb qui va tenir un fill, l'escriptor Nik Cohn.
En la postguerra va ser enviat a Viena, ostensiblement per a interrogar nazis però també va trobar diversos refugiats de l'Estalinisme i les similituds en les obsessions persecutòries evidenciades pel nazisme i l'Estalinisme van motivar el seu interès en el rerefons històric d'aquestes ideologies oposades però funcionalment similars.
Després de la seva baixa va ensenyar en universitats en Escòcia, Irlanda, Anglaterra, Estats Units i el Canadà.